# Dipurena ophiogaster
Dipurena ophiogaster är en nässeldjursart som först beskrevs av Ernst Haeckel 1879.  Dipurena ophiogaster ingår i släktet Dipurena och familjen Corynidae. Arten är reproducerande i Sverige. Inga underarter finns listade i Catalogue of Life.